# Vörösmarty Rádió
A Vörösmarty Rádió egy Székesfehérváron üzemelő, közösségi rádióállomás. A különböző ismeretterjesztő, informatív műsorok és a sok zene mellett fél óránként friss hírek hallhatók. A rádió a nap 24 órájában sugároz adást. 0:00 és 6:00 között az MTI által szerkesztett hírek kerülnek adásba. Névadója Vörösmarty Mihály.

## Története
A Kodolányi János Főiskola keretén belül indította Győrffy Miklós és csapata a Vörösmarty Rádiót 1994 szeptember 24-én (őket a székesfehérvári önkormányzat bízta meg), amely közszolgálati és oktató adóként kezdte működését a 66,14 MHz-es frekvencián, egyben gyakorlóhelye a médiára specializálódott hallgatóknak. Két rádió osztozott 1994-ben ugyanazon a frekvencián: az egyik a magánszemélyek által alapított Fehérvár Rádió Kft., a másik a Vörösmarty Rádió. A rádió önmaga előzményének tekint egy 1956-os forradalom idején működött rádióadót is, amelyet 1957-ben leállítottak és 1994-ben a rádió elnevezésével az önkormányzat emléket kívánt állítani az 1956-ban működő adónak.
1995. július 1-jétől a Vörösmarty Rádió ideiglenesen beszüntette adását, hogy szeptember 1-jével már a szélesebb hallgatói kör által elérhető 99,2 MHz-es URH sávon sugározhasson. Ezen a frekvencián a Reflex Rádió nevű, kereskedelmi jellegű szolgáltatóval osztozott. A következő három évben a Vörösmarty Rádió a megyeszékhely helyi közéleti fórumává vált.
1998-ban, az addig működő és stúdióengedéllyel rendelkező rádióknak be kellett jelenteniük igényüket, hogy tovább használják a frekvenciát, és akkor az ORTT szerződéssé írja át a stúdióengedélyt. Azokon a frekvenciákon azonban, ahol több adó is sugárzott, pályázatot írt ki. A nyertesek hét évre kapták meg a frekvencia-használati engedélyt. Így lett műsorszolgáltatási szerződése a Vörösmarty Rádiónak. Az ORTT döntése alapján, 1999 júniusától kezdhette meg 24 órás adását a Vörösmarty Rádió, amely így már betölthette hivatott funkcióját, azaz a helyi közélet és a helyi kultúra fórumává vált.
2012-ben veszélybe került a rádió, de társadalmi összefogással sikerült megmenteni a rádióadót. A székesfehérvári 99,2 MHz-es frekvenciára 2012 júliusában írt ki pályázatot a Médiatanács, amelynek decemberi döntése értelmében hét évre a Fehérvár Médiacentrum Kft. nyerte el a frekvencia hasznosításának lehetőségét. 2013 januárjában megtörtént a szerződéskötés, majd február 9-én elindult a megújult Vörösmarty Rádió.
2019-2020-ban több esetben bizonytalan időre hatósági döntés miatt lekapcsolta a Médiatanács a rádió adását. 2020 óta Gemeiner Lajos műsorvezető és Török Laura hallható a rádióban.

## Műsorok
- Fehérvári reggel (minden félórában friss hírek, programajánló, kalendárium, közlekedési információk, a hallgatók születésnapi köszöntése, kék hírek és információk)
- Fehérvári délelőtt (napi aktualitások szórakoztató formában, helyi szakértők, szakemberek részvételével)
- Fehérvári délután (napi aktualitások szórakoztató formában, helyi szakértők, szakemberek részvételével)
- Fehérvári beszélgetések
- Zeneturmix (vasárnap 14:00 és 18:00 között) – az ikonikussá vált műsor a Fehérvár Rádióban indult 1994-ben, majd annak megszűnésekor a Vörösmarty Rádióra költözött, változatlan formában és tartalommal.

## Műsorvezetők
- Schéda Zoltán
- Galántai Zsuzsa
- Palkó Zsuzsi
- Bokányi Zsolt
- Sasvári Csilla
- Gemeiner Lajos
- Kiss György

## Hírszerkesztők
- Szőllősi Attila
- Germán Márton
- Bóna Éva
- Nagy Alexandra